# Фероплатина
Фероплатина (рос. ферроплатина; англ. ferroplatinum, нім. Ferroplatinum) — платина залізиста. Мінерал, різновид поліксену, вміст Fe 15-19 %, Cu до 3 %. J.F.A.Breithaupt, 1832.

## Різновиди
Розрізняють:
- фероплатину іридіїсту (платину залізисто-іридіїсту),
- фероплатину мідисту (платину залізисто-мідисту),
- фероплатину нікелисту (платину залізисто-нікелисту),
- α-фероплатину (платина залізиста, що містить 1,0-2,5 % Ir),
- β-фероплатину (платина залізиста, що містить 0,3 % Ir).